# Järve (Lääneranna)
Järve is een plaats in de Estlandse gemeente Lääneranna, provincie Pärnumaa. De plaats heeft de status van dorp (Estisch: küla).
Tot in oktober 2017 viel Järve onder de gemeente Koonga. In die maand ging Koonga op in de fusiegemeente Lääneranna.

## Bevolking
Het dorp had 11 inwoners op 31 december 2011 en 4 inwoners op 31 december 2021.

## Ligging
Ten noorden van Järve ligt het natuurpark Kurese maastikukaitseala (5,2 km²), ten zuidoosten van de plaats het natuurreservaat Naissoo looduskaitseala (1,2 km²).

## Geschiedenis
Järve werd voor het eerst genoemd in 1541 onder de naam Ierwe Caupi, een boerderij op het landgoed van Kokenkau (Koonga). In 1690 was de plaats onder de naam Järwe Kylla een dorp geworden. In 1839 heette ze Jerwe. Tussen 1977 en 1997 vielen Järve en Kibura onder het buurdorp Kurese.